# Urchoci Wierch

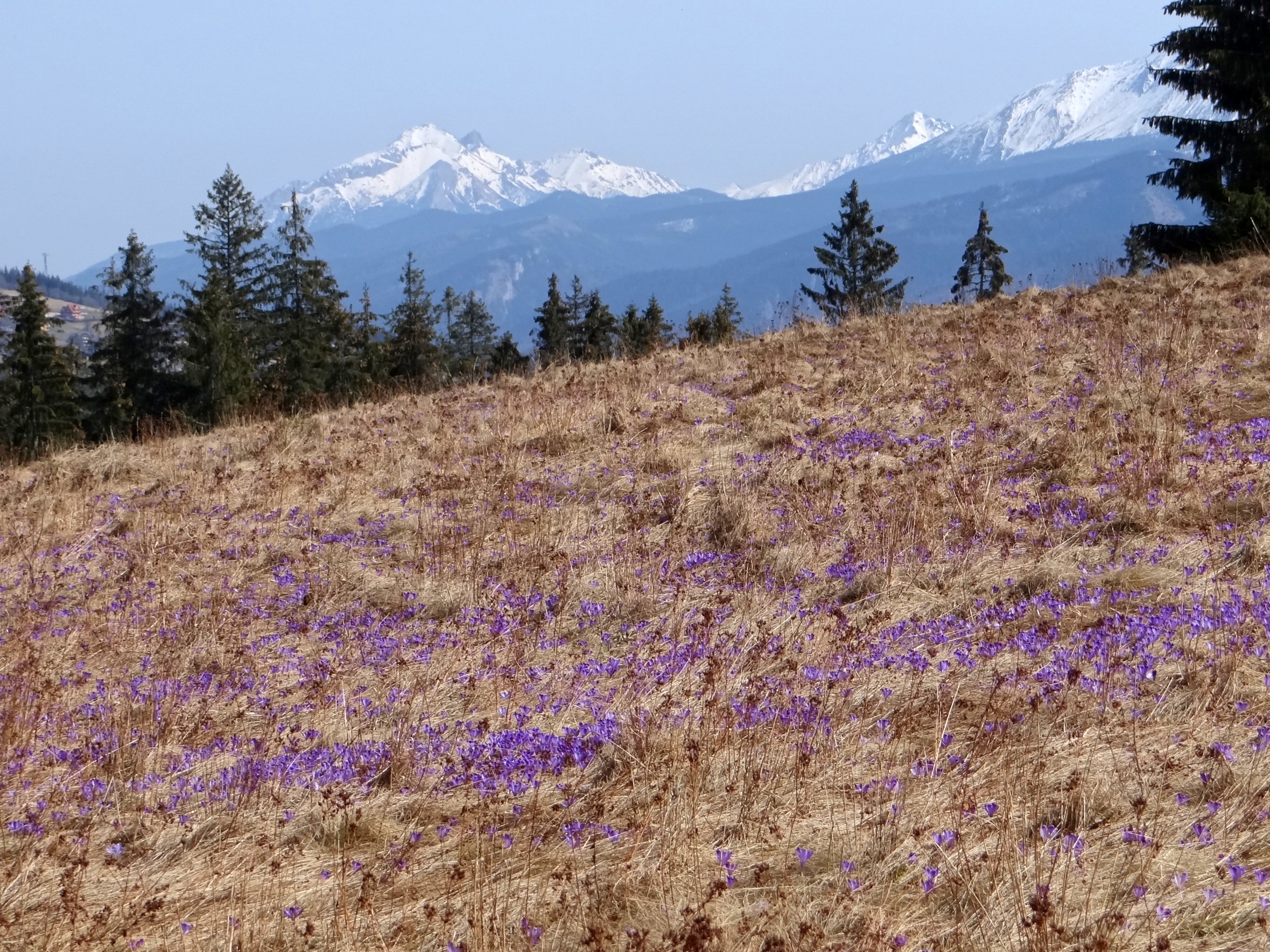
Polana Urchoci Wierch i widok na Tatry

Urchoci Wierch – część miejscowości Witów w powiecie tatrzańskim. Położone jest na polanie o tej samej nazwie. Znajduje się na wysokości 1010–1130 m, na grzbiecie Hurchociego Wierchu w Orawicko-Witowskich Wierchach. Jest to jedno z najwyżej w Polsce położonych, stale zamieszkałych osiedli. Znajdują się na nim dwa gospodarstwa. Nazwa osiedla pochodzi od Hurchociego Wierchu, na którym się znajduje. Na mapie Geoportalu podawane są nazwy osiedla w wersji Urchoci Wierch oraz Hurchoci Wierch. 
Z polany Urchoci Wierch rozległe widoki na Tatry. Przez środek polany prowadzi szlak turystyczny.

## Szlaki turystyczne
czarny: Witów – Mnichówka – Urchoci Wierch  – Przysłop Witowski – Magura Witowska. Czas przejścia na Przysłop Witowski 2h, ↓ 1.25 h